# Cantón de Cunlhat
El cantón de Cunlhat era una división administrativa francesa, que estaba situada en el departamento de Puy-de-Dôme y la región de Auvernia.

## Composición
El cantón estaba formado por cuatro comunas:
- Auzelles
- Brousse
- Cunlhat
- La Chapelle-Agnon

## Supresión del cantón de Cunlhat
En aplicación del Decreto n.º 2014-210 de 21 de febrero de 2014, el cantón de Cunlhat fue suprimido el 22 de marzo de 2015 y sus 4 comunas pasaron a formar parte del nuevo cantón de los Montes de Livradois.